# Schizanthus
Schizanthus es un género de plantas herbáceas, anuales o bienales, de flores vistosas, perteneciente a la subfamilia Schizanthoideae de las solanáceas (Solanaceae). Descrito por los botánicos españoles Hipólito Ruiz y José Pavón en 1794, el género incluye doce especies oriundas de Argentina y Chile, muchas de las cuales son adventicias en otras partes del mundo, como Estados Unidos y Nueva Zelanda. Popularmente, se las conoce como «flor de la mariposa», «mariposita» o «pajarito».

## Descripción
Plantas herbáceas, anuales o bienales, glanduloso-pubescentes, de hojas alternas, pinatilobuladas o bipinatisectas y flores vistosas, dispuestas en cimas terminales. Las flores son zigomorfas y hermafroditas. El cáliz es 5-partido, con los segmentos lineares o espatulados. La corola es bilabiada; el  labio superior es tripartido, con el lóbulo central entero y escotado y los dos laterales bífidos. El labio inferior es tripartido, con el lóbulo central escotado, almenado y los laterales enteros. El androceo está formado por 4 (raramente 5) estambres, didínamos, los dos o tres inferiores reducidos a estaminodios. El fruto es una cápsula pluriseminada, dehiscente por dos valvas bífidas. El número cromosómico básico es x=10.

## Listado de especies y descripciones

### Listado de las especies
Las especies actualmente reconocidas en Schizanthus son las siguientes:
- Schizanthus alpestris
- Schizanthus candidus
- Schizanthus grahamii
- Schizanthus hookerii
- Schizanthus integrifolius
- Schizanthus lacteus
- Schizanthus laetus
- Schizanthus litoralis
- Schizanthus parvulus
- Schizanthus pinnatus
- Schizanthus porrigens
- Schizanthus tricolor

### Schizanthus grahamiiGill.
Es una planta de 30 a 50 cm de altura, glanduloso-pubescente, con hojas pinatisectas hasta de 8 cm de longitud. Las flores pueden ser de color violáceo, rosado, anaranjado  o blanco, con el tubo de más o menos 1 cm de largo y el labio superior de unos 2 cm de longitud, siendo más largo que el inferior. El fruto es una cápsula elipsoidal de 1 cm de largo. Originaria de Chile, se la cultiva como ornamental. Florece en verano.

### Schizanthus litoralisPhil.

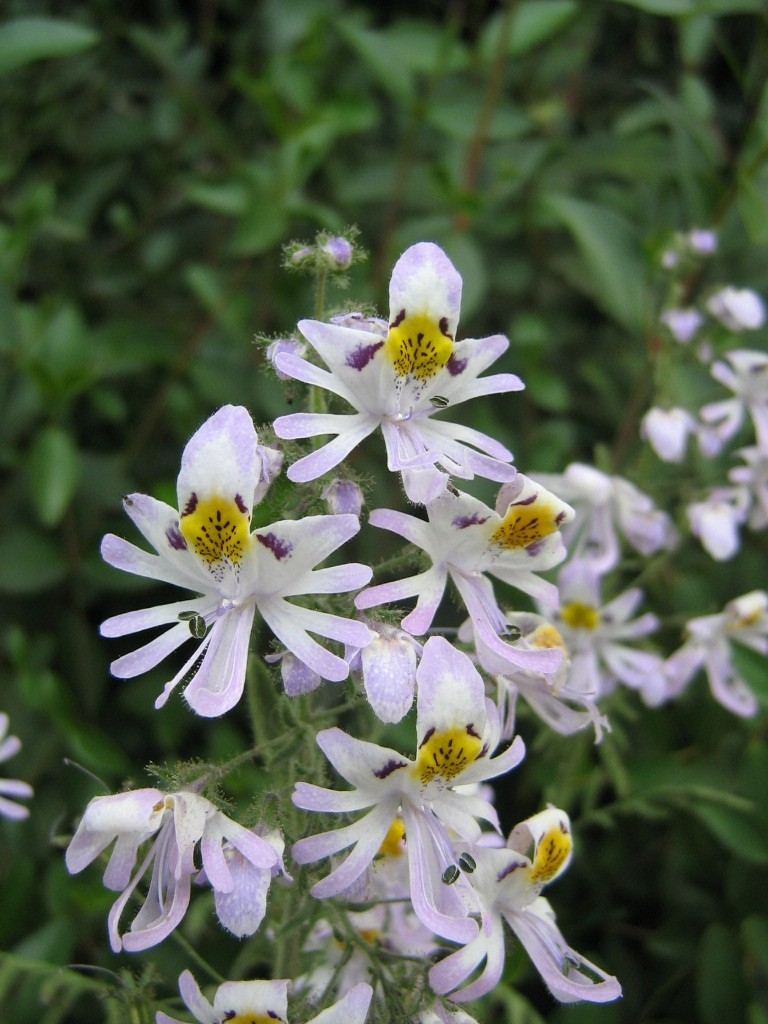
Flores de Schizanthus pinnatus.

Se trata de una planta anual, de 40 a 60 cm de altura, glandulosa y pegajosa, con hojas divididas, irregularmente partidas, de 4 a 8 cm de largo, siendo las superiores más pequeñas, a menudo enteras. Las  flores se hallan divididas en varios segmentos, son muy vistosas, violáceas con manchas amarillas y una mancha oscura en las divisiones del labio superior. Las flores se disponen en una corta inflorescencia terminal, compacta. El fruto es una cápsula, más corta que el cáliz. Esta y otras especies del género se cultivan en Estados Unidos y Europa. Es originaria de Chile, habitando la zona litoral de las provincias de Coquimbo y Aconcagua. Se la conoce como «mariposita de la costa». Las semillas de esta especie no germinan fácilmente en condiciones artificiales, no obstante, se ha demostrado que las mismas necesitan de escarificación o abrasión manual para obtener buenos resultados.

### Schizanthus pinnatusRuiz & Pavón
Se trata de una planta anual de 20 a 50 cm de altura, glanduloso-pubescente, con hojas pinatisectas de 2,5 a 3 cm de largo, dividida en 6 a 8 pares de segmentos oblongo-lineales, enteros o partidos. Las flores son blancas, rosadas o violáceas, de 2 a 3 cm de diámetro, dispuestas en inflorescencias paniculadas, a veces dicotómicas. El fruto es una cápsula globosa de más o menos 5 mm de largo. Oriunda de Chile, también se la cultiva como ornamental. Se la conoce popularmente como «mariposita» o «mariposita blanca». Algunos nombres que se consideran sinónimos de Schizanthus pinnatus son Schizanthus gayanus Phil.; S. gracilis Clos; S. heterophyllus Phil.; S. humilis Phil.; S. laciniosus Phil.; S. latifolius Phil.; S. lilacinus Kunze; S. tenuifolius Phil. y S. tenuis Phil.

### Schizanthus × wisetonensisLow
Es un híbrido interespecífico entre Schizanthus pinnatus y S. grahamii, de 30 a 40 cm de altura, con características intermedias entre ambos progenitores. Se la conoce como «planta de la mariposa» y, en los países de habla inglesa, como poor man's orchid (‘orquídea del pobre’). Las flores, muy llamativas, son de color blanco, azul, rosado o rojizo dependiendo de la variedad. El follaje, de color verde claro, se parece a las frondas de un helecho. Se la cultiva como ornamental en regiones templadas de todo el mundo. Florece en primavera. Prefiere lugares a semisombra, frescos, no tolera el calor excesivo. Se multiplica a través de semillas que se siembran en el otoño. La germinación tarda aproximadamente 10-14 días a 16-18 °C.

## Biología floral

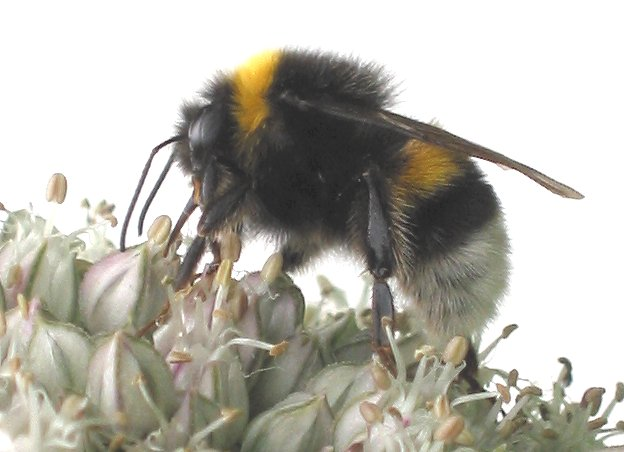
Los abejorros del género Bombus son polinizadores de varias especies de Schizanthus.

Schizanthus es un género de plantas básicamente entomófilas, es decir que requieren que el polen sea transportado de planta a planta por medio de insectos. La mayoría de las especies de Schizanthus son polinizadas por himenópteros (abejas, abejorros y avispas de los géneros Alloscirtetica, Bombus, y Megachile, entre otros). No obstante, las especies que presentan flores de color blanco (S. candidus, S. integrifolius y S. lacteus) son polinizadas por mariposas nocturnas. Finalmente, Schizanthus grahamii es polinizada por colibríes o picaflores (como, por ejemplo, Oreotrochilus leucopleurus).
Además de la notoria simetría bilateral, el colorido de las flores y demás características que estas especies utilizan para atraer insectos, este género presenta una adaptación peculiar para lograr que los insectos queden efectivamente cubiertos de polen cuando visitan a cada flor. Así, mientras la gran mayoría de las solanáceas exhiben dehiscencia del polen del tipo poricida, estas especies muestran un  mecanismo explosivo de liberación del polen,  el cual es lanzado por las anteras al posarse un insecto sobre la flor, lo que asegura que éste quede cubierto de polen para transportar a nuevas flores. Este mecanismo favorece la polinización cruzada (alogamia o xenogamia) en estas plantas.

## Alcaloides
Los alcaloides son sustancias orgánicas nitrogenadas, producidas por las plantas como metabolitos secundarios y que presentan una acción fisiológica intensa sobre los animales aun a bajas dosis.
Entre los alcaloides más famosos se encuentran aquellos presentes en las solanáceas, denominados tropanos. Las plantas que contienen estas sustancias han sido utilizadas por centenares de años como venenos. No obstante, pese a su reconocido efecto ponzoñoso, muchas de estas sustancias presentan invaluables propiedades farmacéuticas. Schizanthus se caracteriza por presentar una gran diversidad de alcaloides, entre ellos:
- Pirrolidinas: como por ejemplo, el 1-metil-2-(1-metil-2-pirrolidinil)etil-6-deoxi3-O-[(Z)-2-metil-2-butenoil]-alfa-galactopiranósido detectado en Schizanthus integrifolius.

Estructura del alfa tropanol.

- Tropanos. Varios tipos de tropanos han sido aislados de diferentes especies del género. En Schizanthus alpestris, Schizanthus grahamii, Schizanthus. hookerii, Schizanthus litoralis y Schizanthus pinnatus se detectaron derivados del hidroxitropano y del angeloiltropano.[12]
- Esquizantinas. Se han detectado ésteres de higrolinhidroxitropano en Schizanthus grahamii, derivados del ácido mesacónico e itacónico en  Schizanthus litoralis. En Schizanthus grahamii se han detectado las esquizantinas C, D, y E, además de dímeros de un éster del ácido truxillínico. Schizanthus pinnatus acumula esquizantinas  B y D, mientras que en Schizanthus porrigens se ha detectado esquizantina Z.
- Otros tipos de alcaloides aislados de diferentes especies del género son el 3-alfa-(1'-metilitaconitiloxi)-7-beta-tigloiloxitropano, la higrolina y la pseudohigrolina.

La gran diversidad de alcaloides que presentan estas especies ha permitido su utilización para realizar estudios filogenéticos en el género. Aparentemente, la evolución de estos metabolitos secundarios ha ocurrido de modo paralelo a la evolución morfológica y desde los alcaloides más simples, derivados de la pirrolidina, presentes en el clado más primitivo del género (Schizanthus integrifolius y otras especies de flores blancas), a los compuestos dímeros y trímeros de la serie tropánica, tales como los  que se encuentran en Schizanthus grahamii (grahamina) o los diésteres del tropanol, los dímeros de los ácidos mesacónico e itacónico, presentes en Schizanthus hookerii y en Schizanthus litoralis.

## Filogenia
Schizanthus es un género bastante atípico dentro de las solanáceas, por sus flores fuertemente zigomorfas y por su número cromosómico básico. De hecho, se le ubica en su propia subfamilia: Schizanthoideae. Los datos morfológicos y moleculares indican que Schizanthus divergió tempranamente de las restantes solanáceas, probablemente en el Cretáceo tardío o en el Terciario temprano, hace unos 50 millones de años. En aquellas épocas, las regiones más australes de Sudamérica estaban dominadas por condiciones tropicales a subtropicales. Los datos moleculares también indican que Schizanthus se divide en 3 linajes o clados principales. El clado A incluye a Schizanthus alpestris, posicionado muy cercanamente a un clado no resuelto conformado por S. candidus, S. integrifolius, y S. lacteus. El clado B contiene a S. hookeri y a S. grahamii. En el clado C se dispone a S. laetus con dos subclados hermanos, uno de los cuales incluye a S. litoralis y a S. porrigens, y el otro, a S. tricolor, S. pinnatus, y S. parvulus. A pesar del origen temprano del género, los datos moleculares sugieren que los 3 clados principales de Schizanthus divergieron recientemente, hace unos 5 millones de años, cuando las regiones desérticas y semidesérticas que actualmente ocupa el género ya eran áridas.
La gran diversificación en los tipos de flores en Schizanthus ha sido el producto de la adaptación de las especies de este género a los diferentes grupos de polinizadores existentes en los ecosistemas mediterráneo, alpino de altura y desértico de Chile y áreas adyacentes de Argentina.

## Usos
Varias especies del género se cultivan como ornamentales en todo el mundo, pero tal vez la más utilizada con ese objeto sea Schizanthus × wisetonensis. Algunos cultivares de esta especie son "Angel Wings" ('Alas de ángel'), "Disco", "Hit Parade", "Treasure Trove Lilac", "Treasure Trove Pure White", "Treasure Trove Pure Scarlet Shades" (estos últimos patentados en Estados Unidos).

## Estado de conservación

### Análisis poblacional
Teniendo en cuenta las observaciones realizadas sobre poblaciones naturales de Schizanthus pinnatus en el período comprendido entre 1960 y 2005, se concluyó que la especie no es tan común como lo era en su momento, que el número de sus poblaciones naturales está disminuyendo año tras año y que esa tasa de disminución es mayor que la del promedio de especies de dicotiledóneas estudiadas.

### Medidas de conservación
Tres de las especies del género (Schizanthus grahamii, Schizanthus hookeri   y Schizanthus pinnatus) se hallan presentes en el Santuario de la Naturaleza Yerba Loca, un área protegida en la Región Metropolitana de Chile. La flora vascular en ese santuario está compuesta por 500 taxa los cuales representan el 34 % de la flora nativa de la Región Metropolitana, el 27 % la Quinta Región, y alrededor de 16-17 % de la flora mediterránea de Chile central.